# Смолинська Виставка
Смо́линська Виста́вка (рос. Смолинская Выставка) — присілок у складі Великоустюзького району Вологодської області, Росія. Входить до складу Зарічного сільського поселення.

## Населення
Населення — 17 осіб (2010; 29 у 2002).
Національний склад (станом на 2002 рік):
- росіяни — 100 %